# Gęsiówka (Cholewiana Góra)
Gęsiówka – przysiółek wsi Cholewiana Góra w Polsce położony w województwie podkarpackim, w powiecie niżańskim, w gminie Jeżowe.
W latach 1975–1998 przysiółek administracyjnie należał do województwa tarnobrzeskiego.